# Lejsčík rudočelý
Lejsčík rudočelý (Petroica goodenovii) je druh malého pěvce z čeledi lejsčíkovitých (Petroicidae). Obývá suché části Austrálie, především otevřené lesy a křovinaté oblasti. Podobně jako u jiných druhů lejsčíků, i u tohoto je výrazný pohlavní dimorfismus: zatímco samečci mají černou horní polovinu těla a červeno-oranžovou náprsenku s korunkou, samičky bývají šedohnědé. Žijí ve dvojicích nebo malých skupinách a hlavní složku jejich jídelníčku tvoří pavouci a hmyz.

## Taxonomie
Lejsčík rudočelý byl poprvé popsán v roce 1827 irským zoologem Nicholasem Aylwardem Vigorsem a americkým přírodovědcem Thomasem Horsfieldem. Nový druh taxonomicky zařadili mezi lejskovité (Muscicapidae) a pojmenovali jej Muscicapa goodenovii. Druhový název goodenovii odkazuje na biskupa v Carlisle Samuela Goodenougha.
Později byl tento druh zařazen do rodu Petroica. Název vznikl ze starořeckých slov petros („skála“) a oikos („domov“) zřejmě díky zvyku lejsčíků posedávat na skalách. Patří mezi pět druhů lejsčíků, které jsou typické červenou nebo oranžovou náprsenkou. Jeden z těchto druhů je dle testů jaderné a mitochondriální DNA také jejich blízkým příbuzným: Petroica boodang. Lejsčík rudočelý nemá žádné poddruhy, ačkoliv pro samičky ze sušších oblastí je typické, že mívají světlejší opeření než ostatní.

## Popis

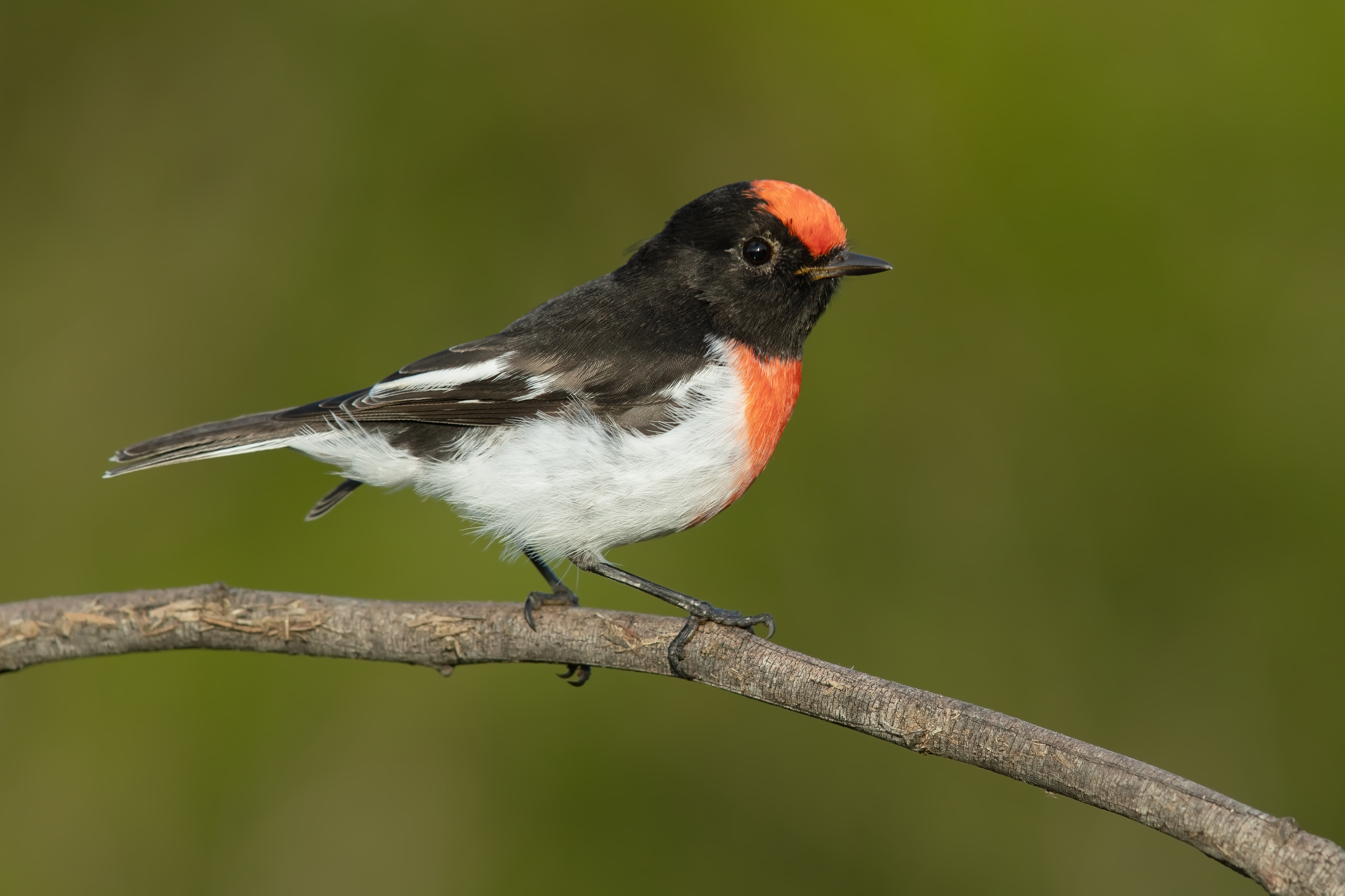
Dospělý samec z Nového Jižního Walesu

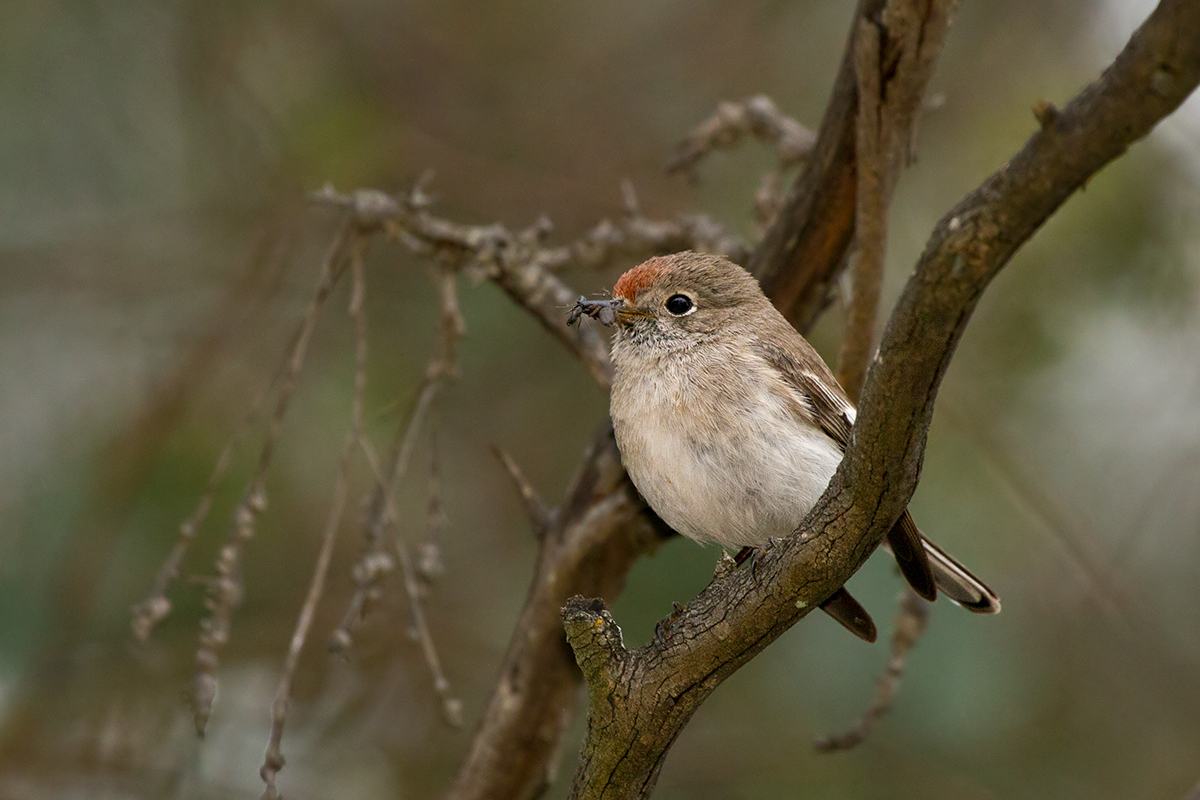
Dospělá samice

Lejsčíci rudočelí jsou nejmenšími zástupci červených lejsčíků: dospělí jedinci měří 10,5 až 12,5 cm. Samice i samci jsou podobně velcí. Rozpětí křídel se pohybuje mezi 15 a 19,5 cm a váží 7 až 9 g. Na rozdíl od ostatních lejsčíků ale mají delší nohy.
Samečci mají výraznou červenou kápi a náprsenku. Horní část těla je černá, krom bílých ramen a bílých špiček ocasních per. Naproti tomu samičky jsou hnědo-šedé, s červeným proužkem na hlavě. Některé samice navíc mají několik červených pírek i na hrudi. Křídla jsou tmavší, břicho naopak velmi světlé. Lejsčíci mají krátký černý zobák, tmavě hnědé oči a tmavě hnědé nohy. Mladí jedinci se podobají samicím až do svého prvního přepeřování, kdy se vybarví. Samotné přepeřování probíhá každý rok po skončení období hnízdění, tedy zhruba od dubna.
Červené zbarvení lejsčíků rudočelých způsobují pigmenty a karotenoidy kantaxantin a adonirubin. Vzhledem k tomu, že tyto sloučeniny nedokáží sami syntetizovat, získávají je z potravy. Karotenoidy navíc hrají důležitou roli v imunitním systému, který je hojně spotřebovává, a platí tedy, že zdraví jedinci mají výraznější barvy. Právě jasnost barev je tak častým faktorem při výběru partnera v období rozmnožování.
Bývají zaměňováni s příbuznými lejsčíky Petroica boodang a lejsčíky ohnivými (Petroica phoenicea). Obzvláště samičky jsou si podobné, samečky lze rozlišit díky červené kápi.

## Výskyt
Tito ptáci obývají téměř celou Austrálii. Výjimkou jsou Tasmánie, Cape York, region Kimberley na severozápadě kontinentu a severní oblast okolo měst Darwin a Katherine, zvaná „Top End“. Pozorování byla hlášena i z blízkých ostrovů, například Pearson Island a Greenly Island. Sezónní migrace u lejsčíků rudočelých není zmapována, nicméně jedinci z jižních částí kontinentu jsou pravděpodobně stálí a přesouvají se pouze populace z centrální Austrálie.
Vyhledávají suché oblasti s porosty akácií (Acacia), sandarakovců (Callitris), kasinií (Dodonaea) a dodonek (Dodonaea). Konkrétně se často jedná o druhy Acacia aneura, Acacia georginae, Acacia acuminata, Callitris endlicheri a Callitris columellaris.
Potenciální nebezpečí pro lejsčíky představují zdivočelé kočky, krkavci australští (Corvus coronoides), pištci australští (Colluricincla harmonica), fletňáci šedohřbetí (Cracticus torquatus) a timáliovci hnědí (Pomatostomus superciliosus).

## Chování
Lejsčíky rudočelé lze běžně pozorovat jednotlivě nebo v párech, Na podzim a v zimě se ale mohou vyskytovat i v malých skupinkách rodičů a jejich potomků. Během hledání potravy mohou nakrátko utvořit hejna s jinými hmyzožravými druhy ptáků jako jsou pávíci černobíli (Rhipidura leucophrys), pištci rezavobřiší (Pachycephala rufiventris), střízlíkovci tlustozobí (Aphelocephala leucopsis), lasoleti černolící (Artamus cinereus) nebo střízlíkovci východoaustralští (Acanthiza reguloides).
Během období hnízdění jsou teritoriální. Na každý pár připadá plocha od 0,25 do 1,2 ha a zatímco samičky zahřívají vajíčka, samci toto území hlídají. Samotná doba rozmnožování trvá od srpna do ledna, snůška čítá většinou tři vejce. Samec vybírá místa vhodná pro hnízdo, které pak samice staví sama. Bývá vtvořené z měkké suché trávy a má pohárovitý tvar, často jej staví ve větvích jmelí. Do hnízda následně samice snese dvě až tři matná namodralá vejce, která zahřívá a společně se samcem později krmí. Ptáčata se rodí slepá a téměř holá, během prvního týdne života začnou roztahovat křídla a do dvou týdnů jsou schopna létat. Ještě několik týdnů po opuštění hnízda je dále krmí rodiče.
Hnízda lejsčíků rudočelých jsou ohrožená hnízdním parazitismem, nejčastěji ze strany kukaček pokřovních (Cacomantis variolosus), australských (Cacomantis pallidus), bronzových (Chrysococcyx basalis) a černouchých (Chrysococcyx osculans).
Živí se hmyzem a jinými malými členovci. Dle studie provedené v západní Austrálii tvoří 96 % jídelníčku zdejších lejsčíků rudočelých brouci. Další zaznamenanou kořistí bývají pavouci, kobylky, sarančata, vážky nebo píďalkovití. Většinou je sbírají na zemi, ačkoliv jsou schopní lovit i za letu.